# Велики Подлог
Велики Подлог (словен. Veliki Podlog) је насељено место у општини Кршко, Посавска регија, Словенија.

## Историја
До територијалне реорганизације у Словенији био је у саставу старе општине Кршко.

## Становништво
У попису становништва из 2011. године, Велики Подлог је имао 262 становника.
| Број становника према пописима | Број становника према пописима | Број становника према пописима |
| ------------------------------ | ------------------------------ | ------------------------------ |
| 1991                           | 2002                           | 2011                           |
| 244                            | 263                            | 262                            |

Напомена: Године 1998. увећано за део насеља Пристава при Лесковцу.